# NHL 1947/48
Die NHL-Saison 1947/48 war die 31. Spielzeit in der National Hockey League. Sechs Teams spielten jeweils 60 Spiele. Den Stanley Cup gewannen die Toronto Maple Leafs nach einem 4:0-Erfolg in der Finalserie gegen die Chicago Black Hawks.
Die Toronto Maple Leafs waren Gastgeber des ersten All-Star-Games. Der amtierende Stanley-Cup-Sieger besiegte die NHL-All-Stars mit 4:3. Zur damaligen Zeit noch nicht üblich und daher besonders aufsehenerregend war ein Tauschgeschäft, bei dem fünf Spieler von Toronto nach Chicago wechselten, um den zweimaligen Topscorer Max Bentley und Cy Thomas für die Black Hawks zu gewinnen.

## Reguläre Saison

### Abschlusstabelle
Abkürzungen: W = Siege, L = Niederlagen, T = Unentschieden, GF= Erzielte Tore, GA = Gegentore, Pts = Punkte
|                     | W  | L  | T  | GF  | GA  | Pts |
| ------------------- | -- | -- | -- | --- | --- | --- |
| Toronto Maple Leafs | 32 | 15 | 13 | 182 | 143 | 77  |
| Detroit Red Wings   | 30 | 18 | 12 | 187 | 148 | 72  |
| Boston Bruins       | 23 | 24 | 13 | 167 | 168 | 59  |
| New York Rangers    | 21 | 26 | 13 | 176 | 201 | 55  |
| Montréal Canadiens  | 20 | 29 | 11 | 147 | 169 | 51  |
| Chicago Blackhawks  | 20 | 34 | 6  | 195 | 225 | 46  |

### Beste Scorer
Abkürzungen: GP = Spiele, G = Tore, A = Assists, Pts = Punkte
| Spieler         | Team            | GP | G  | A  | Pts |
| --------------- | --------------- | -- | -- | -- | --- |
| Elmer Lach      | Montreal        | 60 | 30 | 31 | 61  |
| Buddy O’Connor  | NY Rangers      | 60 | 24 | 36 | 60  |
| Doug Bentley    | Chicago         | 60 | 20 | 37 | 57  |
| Gaye Stewart    | Toronto/Chicago | 61 | 27 | 29 | 56  |
| Max Bentley     | Chicago/Toronto | 59 | 26 | 28 | 54  |
| Bud Poile       | Toronto/Chicago | 58 | 25 | 29 | 54  |
| Maurice Richard | Montreal        | 53 | 28 | 25 | 53  |
| Syl Apps        | Toronto         | 55 | 26 | 27 | 53  |
| Ted Lindsay     | Detroit         | 60 | 33 | 19 | 52  |
| Roy Conacher    | Chicago         | 52 | 22 | 27 | 49  |

## Stanley-Cup-Playoffs
|  | Halbfinale | Halbfinale          | Halbfinale |  |  | Stanley-Cup-Finale | Stanley-Cup-Finale  | Stanley-Cup-Finale |
|  |            |                     |            |  |  |                    |                     |                    |
|  |            |                     |            |  |  |                    |                     |                    |
|  | 1          | Toronto Maple Leafs | 4          |  |  |                    |                     |                    |
|  | 3          | Boston Bruins       | 1          |  |  |                    |                     |                    |
|  |            |                     |            |  |  | 1                  | Toronto Maple Leafs | 4                  |
|  |            |                     |            |  |  | 2                  | Detroit Red Wings   | 0                  |
|  | 2          | Detroit Red Wings   | 4          |  |  |                    |                     |                    |
|  | 4          | New York Rangers    | 2          |  |  |                    |                     |                    |
|  |            |                     |            |  |  |                    |                     |                    |

## NHL-Auszeichnungen
| Art Ross Trophy:           | Elmer Lach, Montréal Canadiens   |
| Calder Memorial Trophy:    | Jim McFadden, Detroit Red Wings  |
| Hart Memorial Trophy:      | Buddy O’Connor, New York Rangers |
| Lady Byng Memorial Trophy: | Buddy O’Connor, New York Rangers |
| Vezina Trophy:             | Turk Broda, Toronto Maple Leafs  |